# Le Mesnil-Herman
Le Mesnil-Herman is een plaats en voormalige gemeente in het Franse departement Manche (regio Normandië) en telt 121 inwoners (2005). De plaats maakt deel uit van het arrondissement Saint-Lô en sinds 1 januari 2019 van de commune nouvelle Bourgvallées.

## Geografie
De oppervlakte van Le Mesnil-Herman bedraagt 1,9 km², de bevolkingsdichtheid is 63,7 inwoners per km².
De onderstaande kaart toont de ligging van Le Mesnil-Herman met de belangrijkste infrastructuur en aangrenzende gemeenten.

## Demografie
Onderstaande figuur toont het verloop van het inwonertal (bron: INSEE-tellingen).

Gourfaleur · La Mancellière-sur-Vire · Le Mesnil-Herman · Saint-Romphaire · Saint-Samson-de-Bonfossé · Soulles